# Campeonato Europeo de Hockey sobre Hierba Femenino de 2007
El VIII Campeonato Europeo de Hockey sobre Hierba Femenino se celebró en Mánchester (Reino Unido), entre el 18 y el 26 de agosto de 2007 bajo la organización de la Federación Europea de Hockey (EHF) y la Federación Inglesa de Hockey.
Participaron 8 equipos nacionales divididos en dos grupos. Los partidos se realizaron en los campos del Centro de Hockey Belle Vue de la ciudad inglesa.

## Grupos
| Grupo A      | Grupo B    |
| ------------ | ---------- |
| Países Bajos | Alemania   |
| Inglaterra   | España     |
| Irlanda      | Ucrania    |
| Italia       | Azerbaiyán |

## Ronda preliminar

### Grupo A
| Equipo       | J | G | E | P | GF | GC | DG  | PTS |
| ------------ | - | - | - | - | -- | -- | --- | --- |
| Países Bajos | 3 | 3 | 0 | 0 | 16 | 1  | +15 | 9   |
| Inglaterra   | 3 | 2 | 0 | 1 | 7  | 1  | +6  | 6   |
| Italia       | 3 | 1 | 0 | 1 | 4  | 14 | -10 | 3   |
| Irlanda      | 3 | 0 | 0 | 3 | 1  | 12 | -11 | 0   |

- Resultados

| Fecha | Hora¹ | Partido      | Partido | Partido      | Resultado |
| ----- | ----- | ------------ | ------- | ------------ | --------- |
| 18.08 | 15:00 | Inglaterra   | -\|     | Irlanda      | 3-0       |
| 18.08 | 17:45 | Países Bajos | -       | Italia       | 9-1       |
| 20.08 | 13:00 | Inglaterra   | -       | Italia       | 4-0       |
| 20.08 | 15:00 | Países Bajos | -       | Irlanda      | 6-0       |
| 21.08 | 15:00 | Irlanda      | -       | Italia       | 1-3       |
| 21.08 | 19:00 | Inglaterra   | -       | Países Bajos | 0-1       |

- (¹) -  Hora local de Mánchester (UTC+1)

### Grupo B
| Equipo     | J | G | E | P | GF | GC | DG  | PTS |
| ---------- | - | - | - | - | -- | -- | --- | --- |
| Alemania   | 3 | 3 | 0 | 0 | 15 | 1  | +14 | 9   |
| España     | 3 | 1 | 1 | 1 | 6  | 4  | +2  | 4   |
| Azerbaiyán | 3 | 1 | 1 | 1 | 6  | 10 | -4  | 4   |
| Ucrania    | 3 | 0 | 0 | 3 | 2  | 14 | -12 | 0   |

- Resultados

| Fecha | Hora¹ | Partido  | Partido | Partido    | Resultado |
| ----- | ----- | -------- | ------- | ---------- | --------- |
| 18.08 | 11:00 | España   | -       | Ucrania    | 4-1       |
| 18.08 | 13:00 | Alemania | -       | Azerbaiyán | 7-1       |
| 20.08 | 09:00 | España   | -       | Azerbaiyán | 2-2       |
| 20.08 | 11:00 | Alemania | -       | Ucrania    | 7-0       |
| 21.08 | 13:00 | Ucrania  | -       | Azerbaiyán | 1-3       |
| 21.08 | 17:00 | Alemania | -       | España     | 1-0       |

- (¹) -  Hora local de Mánchester (UTC+1)

## Semifinales
| Fecha | Hora¹ | Partido      | Partido | Partido  | Resultado |
| ----- | ----- | ------------ | ------- | -------- | --------- |
| 23.08 | 16:00 | Países Bajos | -       | España   | 3-0       |
| 23.08 | 18:30 | Inglaterra   | -       | Alemania | 1-2       |

- (¹) -  Hora local de Mánchester (UTC+1)

## Tercer lugar
| Fecha | Hora¹ | Partido | Partido | Partido    | Resultado |
| ----- | ----- | ------- | ------- | ---------- | --------- |
| 25.08 | 14:00 | España  | -       | Inglaterra | 2-3       |

- (¹) -  Hora local de Mánchester (UTC+1)

## Final
| Fecha | Hora¹ | Partido      | Partido | Partido  | Resultado |
| ----- | ----- | ------------ | ------- | -------- | --------- |
| 25.08 | 16:30 | Países Bajos | -       | Alemania | 0-2       |

- (¹) -  Hora local de Mánchester (UTC+1)

## Medallero
|          |              |            |
| Alemania | Países Bajos | Inglaterra |

### Clasificación general
| 1. Alemania     |
| 2. Países Bajos |
| 3. Inglaterra   |
| 4. España       |
| 5. Azerbaiyán   |
| 6. Irlanda      |
| 7. Italia       |
| 8. Ucrania      |

- Datos: Q428982
- Multimedia: 2007 Women's EuroHockey Nations Championship / Q428982